# از سپیده‌دم هوسش را کرده است
از سپیده‌دم هوسش را کرده است (اسپانیایی: Desde que amanece apetece‎) یک فیلم کمدی اسپانیایی به کارگردانی آنتونیو دل رئال است که در سال ۲۰۰۵ منتشر شد. بازخوردها به این فیلم چنان منفی بود که در سال ۲۰۰۵ برندهٔ «جایزه گودوی برای بدترین فیلم اسپانیایی سال» شد. از بازیگران این فیلم می‌توان به گابینو دیه‌گو، آرتورو فرناندس رودریگس، لولس لئون، آنتونیو گامرو و میگل آنخل مونیوس اشاره کرد.